# لوران بانيد
لوران بانيـد (وُلد في 26 يناير 1968) وهو مدرب كرة قدم فرنسي يدرب حاليًا فريق السيدات في نادي موناكو.

## المسيرة التدريبية
وُلد بانيـد في مدينة آليس، وبدأ أولى خطواته في مجال التدريب مع فريق الشباب في نادي موناكو، وذلك في الوقت الذي كان فيه والده، جيرار بانيـد، يتولى تدريب الفريق الأول. 
عمل مساعدًا للمدرب الروماني لازلو بولوني، وفي 23 أكتوبر 2006، تولّى بانيـد تدريب الفريق بعد إقالة بولوني، الذي خسر سبع مباريات من أصل عشر في بداية الموسم. وكان عمره آنذاك 38 عامًا، ليصبح أصغر مدرب في الدوري الفرنسي في ذلك الوقت. وفي 4 يونيو 2007، وبعد أن أنهى الموسم في المركز التاسع، أي متقدمًا بعشرة مراكز عن ترتيب الفريق عند تولّيه لمهامه، قرر نادي موناكو الاستغناء عنه.
درّب بعد ذلك نادي أم صلال، ونادي الكويت. وفي فبراير 2010، ترك نادي الظفرة الإماراتي وانضم إلى نادي النصر، خلفًا للمدرب الألماني فرانك باجلسدورف.
وفي 10 يناير 2011، عاد بانيـد إلى نادي موناكو، خلفًا لقاي لاكومب، حيث كان الفريق في المركز 17 وتم إقصاؤه من كأس فرنسا على يد نادي شامبيري من الدرجة الخامسة. هبط الفريق إلى دوري الدرجة الثانية، وفي أوائل سبتمبر، أُقيل بانيـد بعد مرور ست جولات من الموسم الجديد، وكان الفريق في المركز قبل الأخير.
عاد لاحقًا إلى تدريب نادي أم صلال القطري، وبعد انتهاء فترته هناك، تولّى تدريب فريق أولدهام أثليتيك الذي ينافس في دوري الدرجة الثانية الإنجليزي. وجرى تعيينه رسميًا في 11 يونيو 2019 بعقد يمتد لعام واحد، لكنه أُقيل من منصبه في 19 سبتمبر بعد أن حقق فوزين فقط في 11 مباراة.
في عام 2022، عُيّنَ مدربًا لفريق السيدات في نادي موناكو.